# سان دوني (فرنسا)
سان دوني (بالفرنسية: Arrondissement de Saint-Denis)‏ هي دائرة إدارية فرنسية، في فرنسا، تقع في سين سان دوني، بلغ عدد سكانها 429,266  نسمة وذلك حسب إحصائيات سنة 2015، عاصمتها سان دوني، تبلغ مساحتها 47 كيلومتر مربع.

## الموقع
تشترك في الحدود مع:
- Arrondissement of Sarcelles [الإنجليزية]‏
- باريس (فرنسا)
- Arrondissement of Nanterre [الإنجليزية]‏
- Arrondissement of Bobigny [الإنجليزية]‏
- Arrondissement of Le Raincy [الإنجليزية]‏
- Arrondissement of Argenteuil [الإنجليزية]‏.

## التقسيمات الإدارية
- canton of Aubervilliers-Est  [لغات أخرى]‏
- canton of Aubervilliers-Ouest  [لغات أخرى]‏
- Canton of La Courneuve [الإنجليزية]‏
- Canton of Épinay-sur-Seine [الإنجليزية]‏
- canton of Saint-Denis-Nord-Est  [لغات أخرى]‏
- canton of Saint-Denis-Nord-Ouest  [لغات أخرى]‏
- canton of Saint-Denis-Sud  [لغات أخرى]‏
- Canton of Saint-Ouen-sur-Seine [الإنجليزية]‏
- canton of Stains  [لغات أخرى]‏
- canton of Pierrefitte-sur-Seine  [لغات أخرى]‏
- سان دوني.